# Little Broughton
Little Broughton är en ort i civil parish Broughton i grevskapet Cumbria i England. Orten är belägen 5 km från Cockermouth. Little Broughton var en civil parish 1866–1898 när det uppgick i Broughton och Broughton Moor. Parish hade 820 invånare år 1891.